# Franjo Mott
Franjo Mott, hrv.bh. kulturni djelatnik iz Tuzle.
Iz obitelji tuzlanskih Hrvata talijanskog, odnosno tirolskog podrijetla. Veliki je dio života utkao u djelovanje tuzlanskog ogranka Hrvatskog kulturnog društva Napredak. Od osamostaljenja BiH i izbjanja rata odmah je prepoznao važnost kulture. Svesrdno se se uključio u rad Napretka kao i pokretanje nekih od njegovih najvećih projekata, ponajprije Hrvatskog glasnika. U teškim ratnim vremenima rata i poraća bio je među nositeljima mnogih Napretkovih aktivnosti. I nakon umirovljenja nastavio je izgrađivati Napredak. Bio je član Upravnog odbora i Nadzornog odbora. Kad se teže razbolio, nije mogao aktivno djelovati kao nekad, ali je i dalje pomagao savjetima i zamislima da bi HKD još bolje realizirao svoje aktivnosti na dobrobit cijele zajednice. Djelovao i kao pedagog te je poučavao mlade kako i kamo djelovati.